# Новикова-Вашенцева, Елена Михайловна
Елена Михайловна Новикова-Вашенцева (20 мая 1860 — 19 декабря 1953) — русская советская писательница-самоучка: родившаяся крепостной, до 60-летнего возраста — малограмотная крестьянка, после 1917 года научилась грамоте. Автор рассказов и автобиографической повести «Маринкина жизнь».

## Биография
Родилась 20 мая (1 июня) 1860 года в селе Успенском Буньковской волости Московской губернии (ныне село Успенское входит в черту города Ногинска).
Мать её была крепостной крестьянкой помещицы Рахмановой, отец работал слесарем на одной из фабрик Морозова.
С 12 лет работала на морозовской прядильной Богородско-Глуховской мануфактуре в мотальном цехе «таскальщицей» — таскала тюки пряжи и тяжелые железные ящики со шпулями.
В 17 лет была выдана замуж, родила десятерых детей из которых выжили пятеро.
В 1913 году, в 53 года, не вынеся измывательств пьющего мужа и беспросветной нужды, ушла из дому.
В период Революции 1905 года помогала сыну в революционной работе.
Революция 1917 года застала её на Украине, в 1923 году она приехала в Москву и поступила работать на таможню, где была избрана делегаткой женотдела. В 1920 году вступила в ВКП(б).
До 50-и лет была малограмотной, «едва читала». Писательство её началось с заметки в стенгазету, затем последовали несколько рабкоровских заметок в газеты.
В 1925 году вступила во «Всероссийское общество крестьянских писателей», которое помогло ей в самообразовании.
Стала печататься в журналах «Делегатка», «Работница» и «Крестьянка», затем вышли рассказы «Как тетка Дарья узнала о МОПРе», «Делегатка Анна», «Там, где жили цари» и др.
В 1928 году в газете «Вечерняя Москва» Максим Горький поместил статью о писательнице:

Алёнушка Новикова, до 17 года, пятьдесят восемь лет жила «обыкновенной», мучительно тяжёлой, убивающей душу жизнью русской крестьянки, русской работницы. Миллионы женщин, таких, как она, оплодотворив землю трудом своим и детями своими, ложились в могилы, оставляя на память о себе только тоскливые песни о своей злой доле, о загубленной жизни без любви, без радости. Когда старая графиня Клейнмихель пишет свои воспоминания о том, как её обижали большевики, — графиней руководит желание посчитаться с врагами. Ей, графине, легко писать, она человек образованный, вооружённый множеством отличных слов. Алёнушка Новикова — малограмотна, и ей работать пером труднее, чем топором. Она пишет не для того, чтобы посчитаться с прошлым, а для того, чтобы рассказать, как хорошо настоящее.— М. Горький - О Елене Новиковой // Газета «Вечерняя Москва», 1928, номер 162 от 14 июля.
В 1930-е годы в возрасте 65 лет начала свой главный свой труд — автобиографическую повесть «Маринкина жизнь». Работала над повестью пять лет. С рукописью ознакомился Максим Горький, помогал ей в работе: делал правки в рукописи, давал указания, написал к повести предисловие. Повесть в трёх книгах была опубликована в 1930—1934 годах.
В 1934 году была приглашена на Первый съезд советских писателей, принята в члены Союза писателей СССР.
Умерла 19 декабря 1953 года в Богородске.

### Автобиографичная повесть «Маринкина жизнь»
Максим Горький, говоря что «книга написана недостаточно хорошо с точки зрения литературного искусства», подчёркивал что это книга — 65-летней, до этого полвека безграмотной женщины, и отметил, что сам по себе факт появления такой книги — значителен:

Немые до Октябрьской революции, женщины, крестьянки и работницы, начинают сами, своими словами рассказывать о прошлом. Они пишут книги, и эти книги имеют значение исторических документов. Именно таковы книги Елены Новиковой, Галины Грековой, Агриппины Коревановой — автобиографии, написанные для того, чтоб молодёжь знала, как до Октябрьской пролетарской революции жили «люди, обречённые на гибель».— Максим Горький. Книга русской женщины / Газета «Правда» № 154 за 6 июня 1936 года
Сразу после выхода в 1933 году «Литературной газетой» автобиографическая повесть была отнесена к жанру исторического романа «насыщенного историческими фактами».

В обрамлении несложного сюжета постепенно вырастает перед читателем образ девушки Маринки. дочери фабричного рабочего. Чрезвычайно простым, безыскусственным, но образным языком, приближающимся местами к форме сказа, повествует писательница о далеких и тяжелых днях русского пролетариата. … В повести выпукло и ярко обнажается все уродство общественно-бытового окружения, нищета пролетария прошлого столетия.— Журнал «Новый мир», 1966 год

Перелистываешь страницы повести «Маринкина жизнь», ставшей уже библиографической редкостью, и думаешь о том, что незаслуженно забыто у нас сегодня творчество «Аленушки-писаки». А оно может о многом напомнить людям старшего поколения, о многом рассказать молодежи. Думается, что на прилавках ещё можно будет увидеть томик избранных произведений Елены Новиковой-Вашенцовой.— В мире книг, 1967 год